# Espectáculo de medio tiempo del Super Bowl LVI
El espectáculo de medio tiempo del Super Bowl LVI se llevó a cabo el 13 de febrero de 2022 en el SoFi Stadium, ubicado en la ciudad de  Inglewood (California), como parte de la 56.ª edición del Super Bowl. La actuación fue encabezada conjuntamente por los músicos estadounidenses Dr. Dre, Eminem, Snoop Dogg, Mary J. Blige y Kendrick Lamar.
La actuación recibió la aclamación de la prensa y fue vista por 103.4 millones de televidentes en Estados Unidos. Igualmente, recibió tres galardones en los Premios Primetime Emmy de 2022, entre ellos el de mejor programa de variedades, lo que lo convirtió en el primer espectáculo de medio tiempo en ganarlo.

## Antecedentes y desarrollo

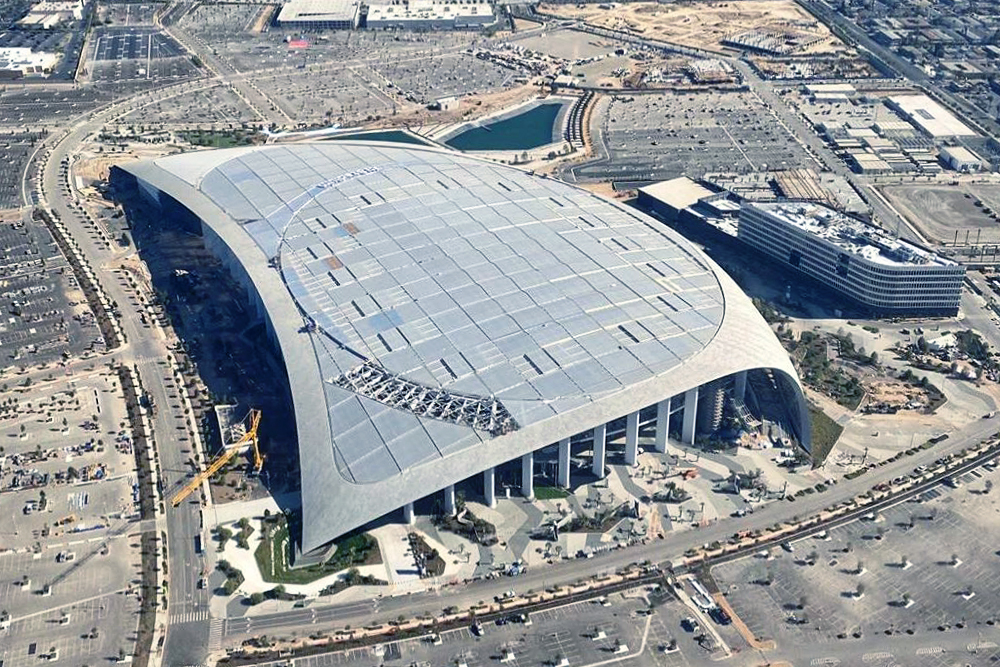
SoFi Stadium, lugar donde se llevó a cabo la actuación.

En mayo de 2016, la National Football League (NFL) anunció que el Super Bowl LV se llevaría a cabo en Los Ángeles, específicamente en el SoFi Stadium, que se encontraba en construcción. Sin embargo, en mayo de 2017, se reveló que la construcción del estadio estaba demorando más de lo previsto, por lo que el Super Bowl LV fue reasignado a Tampa, mientras que a Los Ángeles se le concedió el Super Bowl LVI. Debido a que la NFL incrementó el número de partidos para la temporada de 2021, el Super Bowl se celebraría el segundo domingo de febrero, en tanto que la fecha se fijó para el 13 de febrero de 2022.
Para el espectáculo de medio tiempo, la prensa especuló que al ser Roc Nation la empresa productora del evento, las opciones más seguras eran artistas de dicho sello como Rihanna, Alicia Keys o Megan Thee Stallion. El 30 de septiembre de 2021, Pepsi, el patrocinador del espectáculo de medio tiempo, anunció a través de las diversas redes sociales que la actuación sería encabezada conjuntamente por Dr. Dre, Snoop Dogg, Eminem, Mary J. Blige y Kendrick Lamar, siendo la primera vez desde 2004 que una actuación era encabezada por más de dos artistas. También sería la segunda participación de Blige en el Super Bowl luego de su actuación conjunta con Aerosmith, 'N Sync, Britney Spears y Nelly en 2001.

## Recepción

### Audiencia
El espectáculo tuvo una audiencia por televisión de 103.4 millones en los Estados Unidos, lo cual representó un incremento del 7% comparado al espectáculo ofrecido por The Weeknd el año anterior. La actuación generó más audiencia que el partido en cuestión, que fue visto por un promedio de 101.1 millones de espectadores.

### Respuesta crítica
La actuación recibió la aclamación por parte de la crítica, quienes la describieron como nostálgica. El escritor Rob Sheffield de la revista Rolling Stone dijo que fue como «una clase de historia del hip hop» clásico y lo consideró el cuarto mejor espectáculo de medio tiempo de todos los tiempos.

## Lista de canciones
1. «The Next Episode» (Dr. Dre y Snoop Dogg)
2. «California Love» (Dr. Dre y Snoop Dogg)
3. «In da Club» (50 Cent)
4. «Family Affair» (Mary J. Blige)
5. «No More Drama» (Mary J. Blige)
6. «M.A.A.D City» (Kendrick Lamar)
7. «Alright» (Kendrick Lamar)
8. «Forgot About Dre» (Eminem)
9. «Lose Yourself» (Eminem)
10. «I Ain't Mad at Cha» (instrumental) (Dr. Dre)
11. «Still D.R.E.» (Dr. Dre, Snoop Dogg, Eminem, Mary J. Blige, Kendrick Lamar y 50 Cent)

## Premios y nominaciones
| Año  | Premiación   | Categoría                                                 | Resultado | Ref.   |
| ---- | ------------ | --------------------------------------------------------- | --------- | ------ |
| 2022 | Premios Emmy | Mejor Programa de Variedades (En Vivo)                    | Ganador   | [ 10 ] |
| 2022 | Premios Emmy | Mejor Dirección para un Especial de Variedades            | Nominado  | [ 10 ] |
| 2022 | Premios Emmy | Mejor Dirección Musical                                   | Ganador   | [ 10 ] |
| 2022 | Premios Emmy | Mejor Diseño de Producción para un Especial de Variedades | Ganador   | [ 10 ] |
| 2022 | Premios Emmy | Mejor Mezcla de Sonido para un Especial de Variedades     | Nominado  | [ 10 ] |